# Bent Krog
Bent Krog (ur. 31 marca 1935 w Kopenhadze  – zm. 31 sierpnia 2004) – piłkarz duński grający na pozycji pomocnika. W swojej karierze rozegrał 5 meczów w reprezentacji Danii.

## Kariera klubowa
Całą swoją karierę piłkarską Krog spędził w klubie Kjøbenhavns Boldklub. Zadebiutował w nim w 1953 roku w duńskiej lidze.

## Kariera reprezentacyjna
W reprezentacji Danii Krog zadebiutował 28 maja 1961 roku w zremisowanym 1:1 towarzyskim meczu z Niemiecką Republiką Demokratyczną, rozegranym w Kopenhadze. Wcześniej, w 1960 roku, zdobył srebrny medal Igrzyskach Olimpijskich w Rzymie. W kadrze narodowej rozegrał 5 spotkań, wszystkie w 1961 roku.